# Marathon de Boston 2004
Navigation
Édition précédente Édition suivante
Le Marathon de Boston de 2004 est la 108e édition du Marathon de Boston, disputée le 19 avril 2004 à Boston, dans le Massachusetts, aux États-Unis. Elle est remportée par les Kényans Timothy Cherigat chez les hommes et  Catherine Ndereba chez les femmes.